# At Long Last Leave
«At Long Last Leave» (укр. «Нарешті, пішли») — чотирнадцята серія двадцять третього сезону мультсеріалу «Сімпсони», прем'єра якої відбулась 19 лютого 2012 року у США на телеканалі «Fox».
Серія є ювілейною, 500-ю, за порядком виробництва і виходу в етер.

## Сюжет
Сім'я Сімпсонів вдома дивиться новини «6 каналу», де Кент Брокман оголошує, що сталася катастрофа (або ж лише навчальна тривога), через що всі повинні сховатися у бункери на три години і не виходити. Сімпсони відправляються до свого укриття.
Через деякий час сім'я нудьгує і Ліса пропонує дослідити Спрінґфілд, поки він порожній. Коли вони проїжджають повз міську раду, то помічають багато авто, ніби всередині відбувається таємна зустріч. Вони підкрадаються і виявляють, що місто проголосувало за те, щоб вигнати Сімпсонів («Спрінґфілдського прокляття») зі Спрінґфілда. Коли сім'я викриває себе, городяни розлютилися на них. Сімпсони виявляють, що їх вигнали через наслідки п'яних вибриків Гомера, приколів Барта, екологічних ініціатив Ліси та доброзичливості Мардж. Їх виводять із Спрінґфілда…
Проїхавши деякий час, Барт каже, що йому потрібно в туалет. Коли авто зупиняється, невідомий націлює на них дробовик. Після того, як Мардж пояснює йому їхню ситуацію, чоловік вітає сім'ю у спільноті «The Outlands» (укр. Глухі кути).
Сім'я розпочинає нове життя і насолоджуватися ним. Однак, Мардж все ще сумує за Спрінґфілдом. Вони з Гомером вирішують прокрастися назад у Спрінґфілд…
Гомер і Мардж, переодягнені у містера Бернса і Вейлона Смізерса, прокрадаються в місто. Вони разом проводять романтичну ніч, а потім ідуть до свого покинутого будинку, де лягають спати. У ліжку вони чують, як заходять розбишаки, які ловлять Сімпсонів на гарячому. До будинку одразу ж приходить поліція разом із рештою міста, готові розстріляти Гомера і Мардж. Гомер називає їх усіх покидьками, а Мардж говорить, що хоче повернутись до свого нового дому, де людей приймають такими, як вони є.
Якось до Сімпсонів у Глухих кутах з'являється Ленні, який говорить, що теж хоче кращого життя. Згодом з'являється і Карл, і Мо… Через деякий час з'являється все більше і більше жителів Спрінґфілда, які врешті-решт починають переселяти все місто. Зрештою, директор Скіннер залишається останньою людиною у Спрінґфілді, доки Барт не забирає його на гелікоптері.
Наприкінці серії на екрані з'являється картка з написом «Дякуємо за 500 серій. Тільки сходіть прогуляйтесь перш, ніж строчити в Інтернеті, яка лажова ця серія» (англ. «Thanks for 500 Shows. All we ask is that you go out and get some fresh air before logging on the Internet and saying how much this sucked»).

## Виробництво
Сюжет був вперше оголошений пресі на фестивалі «San Diego Comic-Con» 23 липня 2011 року.
Виконавчий продюсер «Сімпсонів» Ел Джін описав серію як «данину поваги людям, які люблять це шоу».
Сценарист епізода Майкл Прайс не писав сценарій з наміром, щоб він став 500-м епізодом. Це рішення було прийнято пізніше, коли команда зрозуміла, що сюжет дає можливість озирнутися на історію сім'ї Сімпсонів. В інтерв'ю журналу «Channel Guide» він сказав, що для нього була «велика честь», коли його сценарій був обраний для цієї віхової події.
Як визнає сам Прайс, сюжет серії має схожість з мультфільмом «Сімпсони у кіно», в якому Сімпсони змушені тікати на Аляску після того, як Гомер розлютив жителів Спрінґфілда. Проте Прайс зазначив, що «не думає, що він [епізод] відрізняється від фільму тим, що він ніби відсилається до всієї історії шоу: мешканці Спрінґфілда проти Сімпсонів, тоді як у фільмі були змушені втікати». Він також зазначив, що, незважаючи на схожість, «нам [команді] все одно сподобалося».
Австралійський Synthytn-активіст Джуліан Ассанж — засновник «WikiLeaks» — був запрошеною зіркою в серії в ролі самого себе. Багато його реплік були написані австралійською письменницею Кеті Летт, яка є однією з друзів Ассанжа. За словами Летт: «Джуліан і продюсери „Сімпсонів“ попросили мене переписати його сцену та діалоги. Мабуть, вони просто хотіли, щоб я додав трохи австралійської іронії до сценарію. Джуліан не страждає від дефіциту іронії!».
Ассанж записував свої репліки по телефону, перебуваючи під домашнім арештом в Англії. Ел Джін, який з Лос-Анджелеса режисурував виконання Ассанжа, отримав лише номер телефону, щоб зателефонувати, і не отримав жодної інформації про місцеперебування активіста. За словами Джіна, творець «Сімпсонів» Метт Ґрюйнінґ дізнався через чутки, що Ассанж хоче з'явитися в шоу. Тому кастинг-директорці Бонні П'єтілі було дано завдання зв'язатися з Ассанжем і переконатися, що поява гостя відбудеться. Джін прокоментував, що Ассандж — «суперечлива фігура, і є вагома причина, чому він суперечливий. Тривала внутрішня дискусія про те, брати його на шоу чи ні, але врешті-решт ми пішли вперед і зробили це». Ґрюйнінґ додав, що «ми [команда] наважуємося робити щось, і Джуліан Ассанж наважився».
В Ассанжа була ще одна сцена з Мардж, але її вирізали з невідомих причин. У сцені Мардж просить у Джуліана рецепт, а він відповідає: «Я ніколи не розкриваю свої соуси».
Для реклами 500-ї серії канал «Fox» вирішив побити рекорд книги рекордів Гіннеса за найдовший безперервний перегляд телепередачі, влаштувавши марафонський показ серій шоу. Показ розпочався 8 лютого 2012 року, і закінчився епізодом 11 сезону «Faith Off». На той момент пройшло 86 годин 37 хвилин, і рекорд було побито. Двоє переможців конкурсу виграли по 10,5 тисячі доларів. Їм також випала нагода відвідати вечірку з нагоди святкування 500-о епізоду, яка відбулася 13 лютого 2012 року для акторів та виробничої групи «Сімпсонів».

## Цікаві факти і культурні відсилання
- Як шанувальник музичного театру, Майкл Прайс дав серії назву, що є відсиланням до пісні «At Long Last Love» Коула Портера[3].

## Ставлення критиків і глядачів
Під час прем'єри серію переглянули 5,77 млн осіб з рейтингом 2.6, що зробило її найпопулярнішим шоу на каналі «Fox» тієї ночі.
Гейден Чайлдс з «The A.V. Club» дав серії оцінку B-, сказавши, що «найкраще у 500-й серії „Сімпсонів“ ― це монтаж у сцені дивані, який майже ідеально вражає ностальгію». Він також додав, що епізод «не є чимось особливим, оскільки всі елементи, здається, взяті з попередніх історій», і «лише деякі жарти піднімаються до заниженої планки гумору останніх днів Сімпсонів». Однак він додав, що водночас «ніщо в епізоді не є обурливим неправильним. Тут мало дурості та випадковості в стилі „Сім'янина“, сатира м'яко спрямована всередину, а запрошена зірка, хоча й вибухає своєю суперечливістю, не захоплює сюжет».
Алан Сепінволл з «HitFix» похвалив сцену на дивані назвавши «чудовою», і зазначив, що це «насправді змусило мене трохи поперхнутися». Сепінволл схвалив сюжет епізоду прокоментувавши, що «як і багато інших серій Сімпсонів останніх днів, [в ньому] є історія, яку ми бачили кілька разів раніше, але також міститься багато кумедних жартів, які підтверджують мою віру в те, що я щасливіший жити у світі, який постійно дарує нам нові епізоди „Сімпсонів“…».
Згідно з голосуванням на сайті The NoHomers Club більшість фанатів оцінили серію на 5/5 із середньою оцінкою 3,42/5.